# Dormidóntovka (poble)
|  | Per a altres significats, vegeu «Dormidóntovka». |

Dormidóntovka (en rus: Дормидонтовка) és un poble del krai de Khabàrovsk, a Rússia, que el 2018 tenia 450 habitants. Pertany al districte rural de Viàzemski.